# علامة تروسو للتكزز المستتر

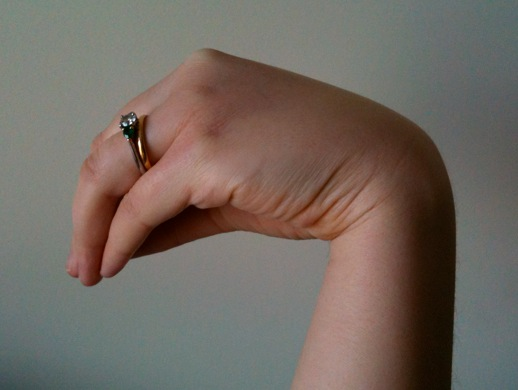
يد بوضعية مشابهة لعلامة تروسو للتَكَزُّزٌ المستتر

علامة تروسو للتَكَزُّزٌ المستتر أو علامة تروسو للتكزز الخَافي (بالإنجليزية: Trousseau sign of latent tetany)‏ هي علامة طبية لوحظت في المرضى الذين يعانون من انخفاض الكالسيوم. (1-4%) من المرضى الطبيعيين عند فحصهم يظهرون إيجابية لعلامة تروسو للتَكَزُّزٌ المستتر. هذه العلامة قد تكون إيجابية قبل غيرها من مظاهر نقص كالسيوم الدم، مثل فرط المنعكسات و التكزز، كما يعتقد عموماً أنها أكثر حساسية لنقص كالسيوم الدم (94%) من علامة شفوستيك (29%).

## طريقة الإجراء
لإحداث هذه العلامة، يجب وضع كم جهاز قياس ضغط الدم حول الذراع ثم ينفخ إلى ضغط أعلى من ضغط الدم الانقباضي و يُترك  لمدة 3 دقائق. هذا سوف يؤدي لسد الشريان العضدي. في غياب تدفق الدم فإن نقص كالسيوم الدم والتهيج العضلي العصبي سيؤدي إلى  تشنج في عضلات اليد والساعد.
إذ ينعطف المعصم والمفاصل السنعية السلامية، بينما تنبسط المفاصل بين السلامية، أما الأصابع سوف  تقترب نحو المحور الرئيسي.

## سبب التسمية
هذه العلامة سميت على اسم الطبيب الفرنسي أرماند تروسو الذي وصف هذه الظاهرة عام 1861. وهي تختلف عن علامة تروسو للورم الخبيث.
تعرف هذه العلامة أيضاً باسم (بالفرنسية: main d'accoucheur)‏ تعني «يد المُوَلِد» لأنها تشبه يد أخصائي التوليد أثناء توليد الطفل.